# جوزپه زامپانو
جوزپه زامپانو (انگلیسی: Giuseppe Zampano؛ زادهٔ ۳۰ سپتامبر ۱۹۹۳) بازیکن فوتبال اهل ایتالیا است.
از باشگاه‌هایی که در آن بازی کرده‌است می‌توان به باشگاه فوتبال کروتونه و باشگاه فوتبال سمپدوریا اشاره کرد.